# كفتين
كفتين قرية في منطقة إدلب في محافظة إدلب في سورية.
سكانها ينتمون إلى طائفة الموحدين الدروز.
المصدر الرئيسي لدخل سكانها هو الزراعة، ومن أشهر المحاصيل المزروعة فيها القمح والشعير والكمون وحبة البركة
المصدر الثاني للدخل هو تحويلات أبناءها المغتربين في دول الخليج ولبنان
إبان قيام الثورة السورية في آذار/مارس 2011 هاجر العديد من السكان إلى دمشق ولبنان بسبب سيطرة جبهة النصرة على المنطقة